# The Italian Job
The Italian Job är en amerikansk film från 2003 i regi av F. Gary Gray. I huvudrollerna syns bland andra Mark Wahlberg, Charlize Theron och Edward Norton. Filmen hade svensk premiär 19 september 2003.

## Rollista
| Mark Wahlberg     | – Charlie Croker   |
| Charlize Theron   | – Stella Bridger   |
| Edward Norton     | – Steve            |
| Donald Sutherland | – John Bridger     |
| Jason Statham     | – Handsome Rob     |
| Seth Green        | – Lyle ("Napster") |
| Mos Def           | – "Left Ear"       |
| Franky G          | – Wrench           |
| Olek Krupa        | – Mashkov          |

## Föregångare och uppföljare
Filmen är en nyfilmatisering av The Italian Job från 1969, i Sverige kallad Den vilda biljakten. Filmerna har flera gemensamma drag, bland annat de tre olikfärgade Mini-bilarna.
En uppföljare till The Italian Job, med titeln The Brazilian Job, påbörjades 2004 men har drabbats av förseningar ett flertal gånger. 2010 sade manusförfattaren David Twohy i en intervju att han skrivit manuset till en uppföljare men att planerna blev nedlagda.